# Mandatory Fun
Mandatory Fun è il quattordicesimo album di "Weird Al" Yankovic, pubblicato il 15 luglio 2014.

## Tracce
1. Handy (parodia di Fancy di Iggy Azalea featuring Charli XCX) - 2:56
2. Lame Claim to Fame (stile parodia di Southern Culture on the Skids) - 3:45
3. Foil (parodia di Royals di Lorde) - 2:22
4. Sports Song (stile parodia del college di calcio fight songs) - 2:14
5. Word Crimes (parodia di Blurred Lines di Robin Thicke featuring T.I. e Pharrell Williams) - 3:43
6. My Own Eyes (stile parodia dei Foo Fighters) - 3:40
7. Now That's What I Call Polka - 4:06
8. Mission Statement (stile parodia di Crosby, Stills, Nash & Young) - 4:28
9. Inactive (parodia di Radioactive di Imagine Dragons) - 2:56
10. First World Problems (stile parodia dei Pixies) - 3:13
11. Tacky (parodia di Happy di Pharrell Williams) - 2:53
12. Jackson Park Express (stile parodia di Cat Stevens) - 9:05